# Länsväg 314
Länsväg 314 går mellan Ytterhogdal i Hälsingland (Jämtlands län) och Kölsillre i Medelpad.
Längd cirka 40 km.

## Sträckning
Ytterhogdal (Härjedalens kommun) - Fåssjö - Viken - Kölsillre (Ånge kommun).
Vägen passerar byarna Fåssjö samt Stensån och når länsgränsen mellan Jämtlands och Västernorrlands län cirka 19 km från Ytterhogdal. Vägen går på sjön Haverns östra sida. Sjön är en del av Ljungan. Strax invid bron över Ljungan vid Kölsillre når vägen länsväg 315.
Vägen ansluter till följande vägar:
- E45
- Länsväg 315

## Historia
Vägen har haft samma nummer, 314, sedan vägnummer infördes på 1940-talet. Den går också i samma sträckning som då.